# 2010年度香港名牌選舉得獎名單
2010年度香港名牌選舉、2010年度香港服務名牌選舉及2010年度香港新星品牌暨新星服務品牌選舉由香港品牌發展局和香港中華廠商聯合會聯合主辦，共頒發29個獎項，包括15個「香港名牌選舉」的製造商品牌及14個「香港服務名牌選舉」服務商品牌。
除了頒發「香港名牌」及「香港服務名牌」外，是屆為首次舉辨‧「香港新星品牌」及「香港新星服務品牌選舉」，另外亦有頒發「香港名牌十年成就獎」及「香港卓越名牌」。
是屆頒獎典禮於2011年1月24日假香港會議展覽中心N201會議室舉行，由香港特區政府財政司司長曾俊華擔任主禮嘉賓。

## 獲獎名單

### 香港名牌選舉
香港名牌
- AA水族
- 阿一鮑魚
- 冠玲瓏
- 盈活雲芝
- Natural Home
- 奧的亮
- 百成堂
- 科譽
- 寶康達

香港卓越名牌
- 雞仔嘜
- 位元堂

香港名牌十年成就獎
- 余仁生
- 金妹牌

### 香港服務名牌選舉
香港服務名牌
- 金至尊
- city'super
- 華潤堂
- 洋紫荊維港遊
- 康業服務
- 三聯書店
- 詠藜園
- 永安旅遊

### 香港新星品牌暨新星服務品牌選舉
香港新星品牌
- Earthbuddy
- 怡屋美
- 澳威
- 海貝
- 紫花油

香港新星服務品牌
- CP一電通
- BannerSHOP
- 小肥牛火鍋活魚專門店
- 好安心
- 御苑皇宴